# 民间故事 (泰勒·斯威夫特专辑)
《美麗傳說》為美國創作歌手泰勒·斯威夫特發行的第八張錄音室專輯，於2020年7月24日透過聯眾唱片發行。專輯定於斯威夫特上一張錄音室專輯《情人》的11個月後發行，靈感源於2019冠状病毒病疫情大爆發期間，斯威夫特響應居家隔離時，構思並創作製作完成，由斯威夫特、杰克·安东诺夫及亞倫·戴斯納擔任專輯製作人。《美麗傳說》僅於發行前一日才被斯威夫特透過社群媒體公佈，與她以前發行的主流流行樂專輯不同，《美麗傳說》是由鋼琴和吉他鋪成的独立民谣、另類搖滾、电子民谣和室內流行專輯。歌詞方面，專輯的歌曲結合了生動的講故事及第三人稱敘事。
〈羊毛衫〉作為專輯發行的首支單曲發行，與專輯同步釋出。《美麗傳說》發行後獲得了廣泛的好評，並讚揚了專輯聽起來放鬆及非常規和她小說般的詞曲創作，許多人將該專輯評為斯威夫特目前最好的專輯。這張專輯獲得格莱美奖五項提名，最終並贏得年度專輯，繼《無懼的愛》及《1989》後，這是她第三張專輯獲得年度專輯，斯威夫特成為首位女歌手獲得三次葛萊美獎的年度專輯。
《美麗傳說》發行後打破了全球音樂串流的幾項記錄，包括在Spotify上成為了單日播放量最高的女歌手專輯，一共為8060萬次。《美麗傳說》在美國發行首周的銷售量超過846,000張，發行首週也在美國的《公告牌》二百强专辑榜登上第一名，這是斯威夫特第七張冠軍專輯，也是斯威夫特連續第七次成為該榜單上的第一名，讓她成為歷史上第一位有連續七張專輯在發行首週獲得冠軍的女歌手，這張專輯也在此榜單的冠軍8週，成為在2020年的《告示牌》專輯榜冠軍最久的專輯，斯威夫特也因此成為此榜單有史以來最多冠軍週的女歌手，總共有48週冠軍。這張專輯也在英國、澳大利亞、加拿大、比利時、愛爾蘭、紐西蘭等國的音樂專輯榜單獲得冠軍。整張專輯16首歌皆進入《告示牌》百强单曲榜，並且有三首歌在前10。〈羊毛衫〉是斯威夫特第六首冠軍單曲，也讓她成為首位同時在《告示牌》的專輯榜及單曲榜空降冠軍的歌手；〈唯一〉獲得第四名及〈放逐〉獲得第六名。

## 背景及發佈
《美麗傳說》是斯威夫特在2019冠状病毒病疫情期間，在與世隔絕的情況下創作和錄製的。斯威夫特說專輯「從想像開始」到「大概對樣子突然出現在我的腦海」且激起了我的好奇心。她與她的一些「音樂英雄」合作，將她的所有奇想、夢想、恐懼和沈思注入了專輯。在2020年4月底，斯威夫特與美國獨立搖滾樂團國民樂團的吉他手亞倫·戴斯納進行了遠距離的一起創作歌曲。斯威夫特曾在2014年的《週六夜現場》的一集中見過國民樂團，並且她在2019年參加了他們的一場音樂會，在那兒她與亞倫和他的雙胞胎兄弟布萊斯·戴斯納進行了交談。在接下來的幾個月中，斯威夫特與亞倫一起創作及製作了專輯的16首曲目中的11首，而斯威夫特則與杰克·安东诺夫、喬·歐文（暱名為威廉·鮑里）和美好冬季樂團一起創作及製作了其餘五首歌曲。

## 宣傳
《美麗傳說》標誌著斯威夫特第一次偏離了傳統的專輯推出方式，而是選擇突然發布專輯。因為斯威夫特說「她」的直覺告訴「她」，如果你做了你喜歡的東西，你就應該把它推向世界。首支單曲〈羊毛衫〉的音樂錄影會隨專輯同時發佈。 影片導演為斯威夫特，而監製為吉爾·哈丁。 
此外，《美麗傳說》也是斯威夫特第一张贴上了家长指导标识的专辑。

## 商業成績及評價
| 綜合得分       | 綜合得分 |
| 來源           | 評分     |
| -------------- | -------- |
|                | 8.5/10   |
|                | 88/100   |
| 評論得分       |          |
| 來源           | 評分     |
| 《Allmusic》   | [ 11 ]   |
| 《前音后果》   | A-       |
| 《每日电讯报》 | [ 13 ]   |
| 《娱乐周刊》   | A        |
| 《卫报》       | [ 15 ]   |
| 《独立报》     | [ 16 ]   |
| 《新音乐快递》 | [ 17 ]   |
| 《Pitchfork》  | 8/10     |
| 《滚石》       | [ 19 ]   |
| 《泰晤士报》   | [ 20 ]   |

在美國Spotify榜單中，《美麗傳說》在首日就累積了超過8,060萬個串流，成為串流最多的女歌手專輯，超過了爱莉安娜·格兰德以《謝謝，下一位》創下的7,020萬個串流記錄發行後。《美麗傳說》還成功在24小時內在全球賣出超過130萬的實體銷售。在美國，前三天的該專輯銷售量超過500,000份，打破了2020年内所有專輯在發行一周内的銷售記錄。《美麗傳說》在發行的一週內賣出了超過200萬的全球銷量，《美麗傳說》成為了2020年目前銷售量最高的專輯。
根據尼爾森音樂/MRC的數據，截至7月30日當周，《美麗傳說》在美國的銷量為84.6萬張，《美麗傳說》飆升至2020年周内銷售量的冠軍。這是自斯威夫特的《情人》在2019年9月7日以86.7萬張的銷量發行以來，專輯銷售量最大的一周，斯威夫特也成為了唯一一位擁有七張首週實體銷售量破50萬的女歌手，分別爲《放手去爱》（592,000）、《爱的告白》（1,047,000）、《紅色》（1,208,000）、《1989》（1,287,000）、《名誉》（1,216,000）、《情人》（679,000）以及《美麗傳說》（615,000）。《美麗傳說》的首周專輯發行量為846,000張，其中專輯實體銷量為615,000張，SEA單位為218,000張（相當於專輯中曲目的2.985億點播流），TEA單位為13,000張。《美麗傳說》發行首週也在《公告牌》二百强专辑榜登上第一名，成為斯威夫特的第七張冠軍專輯。
〈羊毛衫〉在美國8月3日空降告示牌百強單曲榜，成為繼2017年〈瞧你们让我做了什么〉後斯威夫特的第六支冠軍單曲，也同時成為了告示牌史上第一位同時獲得告示牌百強單曲榜冠軍以及告示牌二百強專輯榜冠軍的藝人。除此之外，專輯中的三首歌曲進入了百強單曲榜中的前十名，分別為〈羊毛衫〉（冠軍）、〈唯一〉（第4名）以及〈流放〉（第6名），斯威夫特成爲了告示牌首位在百強單曲榜中擁有2首歌曲空降排于前五的女藝人。《美麗傳説》的所有歌曲都進入百強單曲榜中，成爲斯威夫特的《爱的告白》和《情人》后，第三張全部歌曲進榜的專輯。
《美麗傳説》自發行以來便連續在公告牌二百強專輯榜中登頂冠軍，總計連續七周登頂冠軍。斯威夫特靠著《美麗傳説》超越惠妮·休斯頓成爲在公告牌二百強專輯榜中專輯登頂冠軍最長時間的女藝人，所登頂冠軍的專輯獲得一位周數總計47周。《美麗傳説》連續獲冠七周的記錄成為公告牌二百強專輯榜近四年來連續登頂榜單冠軍最久的專輯。。
《美麗傳説》在10月31日重新登頂公告牌二百強專輯榜冠軍，總計八周登冠周數，并且成爲了2020年在美國第一張銷售量突破百萬的專輯。斯威夫特的《情人》是2019年美國唯一銷量破百萬的專輯，這也讓《美麗傳説》成爲了繼《情人》之後在美國銷量破百萬的專輯。目前斯威夫特擁有9張在美國百萬銷售的專輯，這九張包括她的8張錄音室專輯，以及在聖誕節期間所發行的《季节之声：泰勒·斯威夫特假日收藏》。公告牌于12月3日發佈各個榜單年榜，《美麗傳説》成爲2020年銷售量最高的專輯并在《公告牌》二百強專輯年榜獲得第5名。斯威夫特在年度藝人榜單中獲得第9名，成爲唯一進榜的女藝人，同時成爲年度女藝人的年榜冠軍，并且也在藝人專輯銷量年榜中獲得冠軍。
美國時間3月14日，斯威夫特靠著《美麗傳説》獲得格莱美奖的大獎，年度專輯，正式成爲首位獲得三次格萊美年度專輯獎的女藝人  (《無懼的愛》（2010年）、《1989》（2016年） 以及《美麗傳説》（2021年）），也是第四位達到此殊榮的藝人（先前三位分別爲法蘭·仙納杜拉、保羅·賽門以及史蒂维·旺德）。同時，斯威夫特成為首位以不同專輯風格獲得三次該獎項的藝人，分別爲鄉村、流行以及民謠。

## 獎項
| 年份 | 組織              | 獎項                                    | 成績 | 參考   |
| ---- | ----------------- | --------------------------------------- | ---- | ------ |
| 2020 | 吉尼斯世界纪录    | 發行第一天在Spotify最多串流的女歌手專輯 | 獲獎 | [ 32 ] |
| 2020 | 全美音樂獎        | 最喜愛流行/搖滾專輯                     | 提名 | [ 33 ] |
| 2020 | Apple Music音樂獎 | 年度詞曲作家（美麗傳說）                | 獲獎 | [ 34 ] |
| 2020 |                   | 2020年度專輯                            | 提名 | [ 35 ] |
| 2021 | 格莱美奖          | 年度專輯                                | 獲獎 | [ 31 ] |
| 2021 | 格莱美奖          | 最佳流行演唱專輯                        | 提名 | [ 31 ] |
| 2021 | 告示牌音樂獎      | 最佳告示牌200強專輯                     | 提名 | [ 36 ] |
| 2021 | iHeartRadio音樂獎 | 最佳流行專輯                            | 獲獎 | [ 37 ] |

## 曲目列表
| 標準版   | 標準版                                          | 標準版                               | 標準版                 | 標準版  |
| 曲序     | 曲目                                            | 词曲                                 | 製作人                 | 时长    |
| -------- | ----------------------------------------------- | ------------------------------------ | ---------------------- | ------- |
| 1.       | 唯一 the 1                                      | 泰勒·斯威夫特 亞倫·戴斯納            | 戴斯納                 | 3:30    |
| 2.       | 羊毛衫 cardigan                                 | 斯威夫特 戴斯納                      | 戴斯納                 | 3:59    |
| 3.       | the last great american dynasty                 | 斯威夫特 戴斯納                      | 戴斯納                 | 3:51    |
| 4.       | （美好冬季樂團助陣） exile (featuring Bon Iver) | 斯威夫特 威廉·鮑里 [ 5 ] 賈斯汀·弗農 | 戴斯納                 | 4:45    |
| 5.       | my tears ricochet                               | 斯威夫特                             | 斯威夫特 杰克·安东诺夫 | 4:15    |
| 6.       | mirrorball                                      | 斯威夫特 安多夫                      | 斯威夫特 安多夫        | 3:29    |
| 7.       | 七 seven                                        | 斯威夫特 戴斯納                      | 戴斯納                 | 3:28    |
| 8.       | 八月 august                                     | 斯威夫特 安多夫                      | 斯威夫特 安多夫        | 4:21    |
| 9.       | this is me trying                               | 斯威夫特 安多夫                      | 斯威夫特 安多夫        | 3:15    |
| 10.      | illicit affairs                                 | 斯威夫特 安多夫                      | 斯威夫特 安多夫        | 3:10    |
| 11.      | invisible string                                | 斯威夫特 戴斯納                      | 戴斯納                 | 4:12    |
| 12.      | 疯女人 mad woman                                | 斯威夫特 戴斯納                      | 戴斯納                 | 3:57    |
| 13.      | 頓悟 epiphany                                   | 斯威夫特 戴斯納                      | 戴斯納                 | 4:49    |
| 14.      | 貝蒂 betty                                      | 斯威夫特 鮑里                        | 斯威夫特 安多夫 戴斯納 | 4:54    |
| 15.      | peace                                           | 斯威夫特 戴斯納                      | 戴斯納                 | 3:54    |
| 16.      | 騙局 hoax                                       | 斯威夫特 戴斯納                      | 戴斯納                 | 3:40    |
| 总时长： | 总时长：                                        | 总时长：                             | 总时长：               | 1:03:29 |

| 豪華版 加值曲目 | 豪華版 加值曲目 | 豪華版 加值曲目 | 豪華版 加值曲目 | 豪華版 加值曲目 |
| 曲序            | 曲目            | 词曲            | 製作人          | 时长            |
| --------------- | --------------- | --------------- | --------------- | --------------- |
| 17.             | the lakes       | 斯威夫特 安多夫 | 斯威夫特 安多夫 | 3:32            |
| 总时长：        | 总时长：        | 总时长：        | 总时长：        | 1:07:01         |

注释
- 歌曲中文名为星外星唱片中国大陆引进版和环球唱片台湾引进版官方译名。[39][40]

## 榜單
| 各國音樂榜單 (2020)                       | 最高 名次 |
| ----------------------------------------- | --------- |
| 澳大利亞專輯榜 (ARIA)                     | 1         |
| 比利時法蘭德斯（Ultratop專輯榜）          | 1         |
| 比利時瓦隆（Ultratop專輯榜）              | 3         |
| 加拿大（《告示牌》Canadian Albums Chart） | 1         |
| 捷克（ČNS IFPI專輯榜）                    | 1         |
| 丹麥（Hitlisten專輯榜）                   | 1         |
| 荷蘭（MegaCharts專輯榜）                  | 2         |
| 愛沙尼亞專輯榜 (Eesti Ekspress)           | 1         |
| 芬蘭（Suomen virallinen lista專輯榜）     | 1         |
| 法國專輯榜 (SNEP)                         | 12        |
| 德國（Offizielle Top 100專輯榜）          | 8         |
| 冰島專輯榜 (Tónlist)                      | 8         |
| 愛爾蘭（IRMA專輯榜）                      | 1         |
| 義大利專輯榜 (FIMI)                       | 8         |
| 日本專輯榜 (Billboard Japan)              | 8         |
| 立陶宛專輯榜 (AGATA)                      | 2         |
| 紐西蘭專輯榜 (RMNZ)                       | 1         |
| 挪威專輯榜 (VG-lista)                     | 1         |
| 蘇格蘭（OCC專輯榜）                       | 2         |
| 西班牙專輯榜 (PROMUSICAE)                 | 2         |
| 瑞典（Sverigetopplistan專輯榜）           | 3         |
| 瑞士（Schweizer Hitparade專輯榜）         | 1         |
| 英國（OCC專輯榜）                         | 1         |
| 美国（《告示牌》200）                     | 1         |
| 美國《告示牌》另類音樂專輯榜              | 1         |

## 認證
| 地區                                                       | 认证 | 认证单位/销量 |
| ---------------------------------------------------------- | ---- | ------------- |
| 英国（英国唱片业协会）                                     | 银   | 60,000‡       |
| 總計                                                       |      |               |
| *僅含認證的實際銷量 ^僅含認證的出貨量 ‡僅含認證的+實際銷量 |      |               |

## 發行歷史
| 地區 | 日期          | 格式                   | 版本       | 唱片公司     | 参考   |
| ---- | ------------- | ---------------------- | ---------- | ------------ | ------ |
| 全球 | 2020年7月24日 | 數位下載 串流媒體      | 標準版     | 聯眾         | [ 67 ] |
| 全球 | 2020年8月7日  | CD 卡式錄音帶 黑膠唱片 | 豪華版     | 聯眾         | [ 68 ] |
| 日本 | 2020年8月7日  | CD                     | 標準版     | 日本環球音樂 | [ 69 ] |
| 日本 | 2020年8月7日  | CD DVD                 | 日本特別版 | 日本環球音樂 | [ 70 ] |